# Albero di Dyson

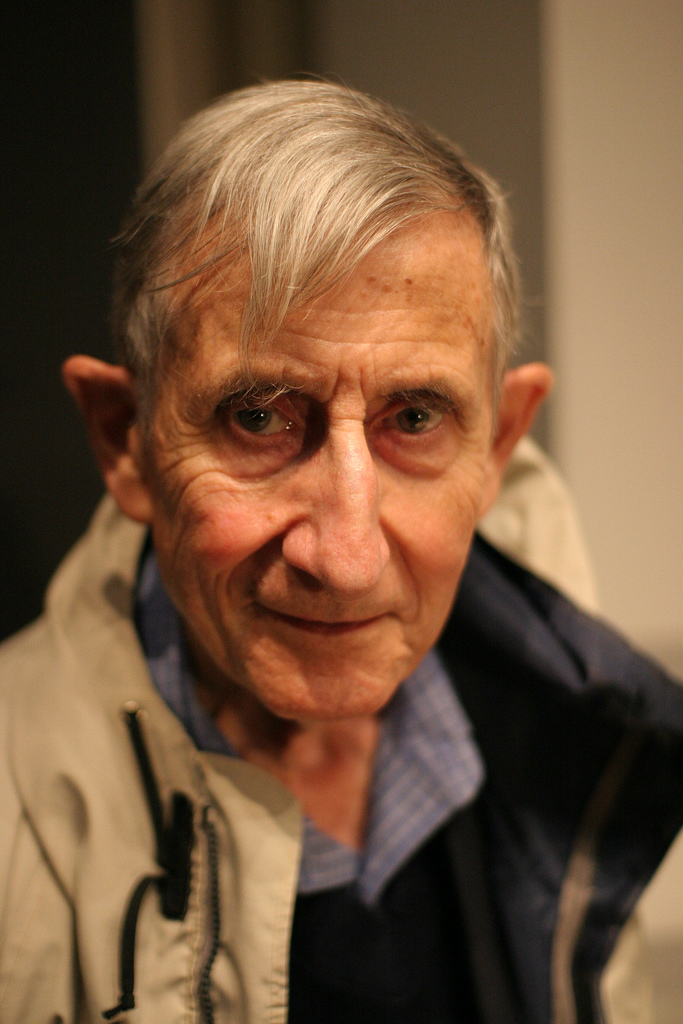
Freeman Dyson nel 2005

Un albero di Dyson è un'ipotetica pianta geneticamente modificata (possibilmente somigliante ad un albero) in grado di crescere all'interno di una cometa, ipotizzata dal fisico statunitense Freeman Dyson. È possibile che le piante siano in grado di produrre un'atmosfera respirabile all'interno degli spazi vuoti di una cometa, forse anche all'interno delle piante stesse, impiegando l'energia solare per la fotosintesi e il suolo della cometa per trarne i nutrienti, fornendo così all'umanità habitat autosufficienti per la colonizzazione del sistema solare esterno.
Un albero di Dyson potrebbe essere composto da alcune strutture principali simili a tronchi fuoriuscenti dal nucleo di una cometa, che si ramificano in rami e foglie che, intrecciandosi, formerebbero una struttura sferica che potrebbe raggiungere un diametro di decine di chilometri.

## Alberi di Dyson nella fantascienza
Fin dagli anni '80 il concetto è apparso in numerose opere di fantascienza:
- Tree House (1984), di Rachel Pollack.[2]
- Il concetto è discusso nel libro Comet (1985) di Carl Sagan e Ann Druyan. L'opera contiene inoltre diverse illustrazioni di alberi di Dyson realizzate da Jon Lomberg.[3]
- Vacuum Flowers, romanzo transumanista del 1987 di Michael Swanwick, descrive strutture simili situate nella nube di Oort.[4]
- I due romanzi di fantascienza di Donald Moffitt, The Genesis Quest e Second Genesis, sono descritti dei "pioppi spaziali" (space poplars in lingua originale). Essi vengono utilizzati sia come habitat che come veicoli spaziali spinti da foglie esterne riflettenti che fungono da vere e proprie vele solari organiche.[5][6]
- Nelle sue opere Endymion (1996) e Il risveglio di Endymion (1997) (entrambi parte dei Canti di Hyperion) Dan Simmons rappresenta il concetto. In particolare, nel secondo romanzo appare un enorme sistema di alberi circondante una stella, simile per certi versi a una sfera di Dyson.
- In Manifold: Space, romanzo del 2001 di Stephen Baxter, il protagonista Reid Malenfant, si ritrova ad un certo punto all'interno di un albero Dyson.[7]
- Nell'universo condiviso di Orion's Arm (fondato nel 2000), appaiono alberi di Dyson e "foreste" di alberi di Dyson chiamate orwoods, diffuse in numerosi sistemi stellari.[8][9] La parola "Orwood" in questo contesto è stata originariamente coniata da Anders Sandberg.[10]
- Il gioco di ruolo del 2002 Transhuman Space.[11]
- Nella serie OVA Tenchi Muyo, i Jurai utilizzano come navi degli alberi che possono vivere nello spazio. Nel tempio di Tokimi si può inoltre vedere un albero gigante le cui radici avvolgono un intero pianeta.[12]
- Nella serie The Dirty Pair, l'episodio "Run From the Future" è ambientato all'interno di Nimkasi, un habitat fuorilegge che è un albero di Dyson.[13]
- Il videogioco Eufloria è basato sul concetto dell'albero di Dyson.[14]